# فرقه چنگ ژو

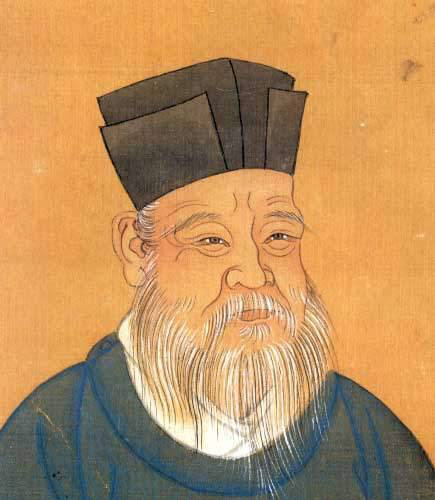
فرقه چنگ-ژو

فرقه چنگ-ژو (انگلیسی: Cheng–Zhu school) یکی از مهمترین مکتب‌های فلسفی نئوکنفوسیونیسم است که براساس عقاید فلاسفه نئوکنفوسیوس چنگ یی، چنگ هائو، و چو هسی بنا نهاده شده‌است. همچنین از آن به عنوان مکتب خردگرایی یاد می‌شود.